# Djebel Bouramli
Djebel Bouramli és una muntanya de Tunísia declarada reserva natural pel govern per la protecció de guineus i l'intent de recuperació de la Gazella cuvieri i l'Ammotragus laervia, situada a la delegació de Gafsa Nord, a la governació de Gafsa. Ocupa una superfície de 150 hectàrees. Vegetació de pi d'Alep. La seva altura màxima és de 1128 metres.